# Bruxelles-Ingooigem 2003
La Bruxelles-Ingooigem 2003, cinquantaseiesima edizione della corsa, si svolse il 25 giugno su un percorso di 183 km. Fu vinta dall'olandese Jans Koerts della squadra Bankgiroloterij Cycling Team davanti al belga Jan Kuyckx e all'altro olandese Ruud Aerts.

## Ordine d'arrivo (Top 10)
| Pos. | Corridore        | Squadra                       | Tempo    |
| ---- | ---------------- | ----------------------------- | -------- |
| 1    | Jans Koerts      | Bankgiroloterij Cycling Team  | 4h12'56" |
| 2    | Jan Kuyckx       | Vlaanderen-T Interim          | s.t.     |
| 3    | Ruud Aerts       | Van Hemert Groep Cycling Team | s.t.     |
| 4    | Geert Omloop     | Palmans-Collstrop             | s.t.     |
| 5    | Björn Leukemans  | Palmans-Collstrop             | a 40"    |
| 6    | Edwin Dunning    | Van Hemert Groep Cycling Team | s.t.     |
| 7    | Paul van Schalen | Axa Cycling Team              | s.t.     |
| 8    | Ludovic Capelle  | Landbouwkrediet-Colnago       | a 1'08"  |
| 9    | Andy De Smet     | Palmans-Collstrop             | a 1'20"  |
| 10   | Rudi Kemna       | Bankgiroloterij Cycling Team  | s.t.     |